# Paradioxys pannonica
Paradioxys pannonica is een vliesvleugelig insect uit de familie Megachilidae. De wetenschappelijke naam van de soort is voor het eerst geldig gepubliceerd in 1877 door Alexander Mocsáry als Dioxys pannonica. In 1894 bracht hij de soort onder in een nieuw geslacht Paradioxys.